# Cahermore (Burren)

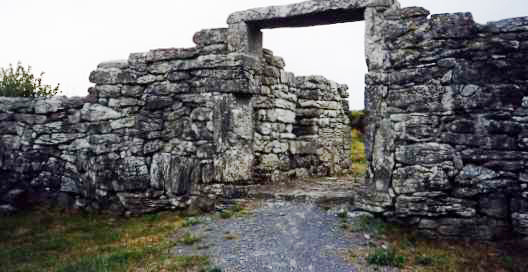
Der rekonstruierte Zugang zum Dun von Cahermore (Burren)

Das Dun von Cahermore (irisch An Chathair Mhór, dt. „der große Ort“) liegt im Townland Ballyallaban im Burren im County Clare in Irland. Die nur teilweise erhaltenen Mauern des (wie der Name Cahermore besagt) Großen Steinforts von etwa 50 m Durchmesser sind bis zu 2,8 m dick und stellenweise ebenso hoch erhalten. Sie sind aus zwei Lagen von großen gut angepassten Blöcken gebaut. Der Türsturz über dem Eingang des Dun und die Überreste von Gebäuden im Inneren scheinen jedoch mittelalterlich zu sein. Der Name Cahermore ist im Westen Irlands häufig. Caher ist die anglisierte Form der irischen Wortes cathair (was in einigen Regionen der Insel Dun bzw. Steinfort bedeutet).
Außerhalb des Eingangs finden sich Ruinen, die zu einem Souterrain gehören. In der Nähe liegen der Rath Ballyallaban und das Inland-Promontory Fort von Cahercommaun.